# Jackie Bradley, Jr.
Pour les articles homonymes, voir Bradley.
Jackie Bradley, Jr. (né le 19 avril 1990 à Richmond, Virginie, États-Unis) est un voltigeur des Ligues majeures de baseball évoluant pour les Blue Jays de Toronto.

## Carrière

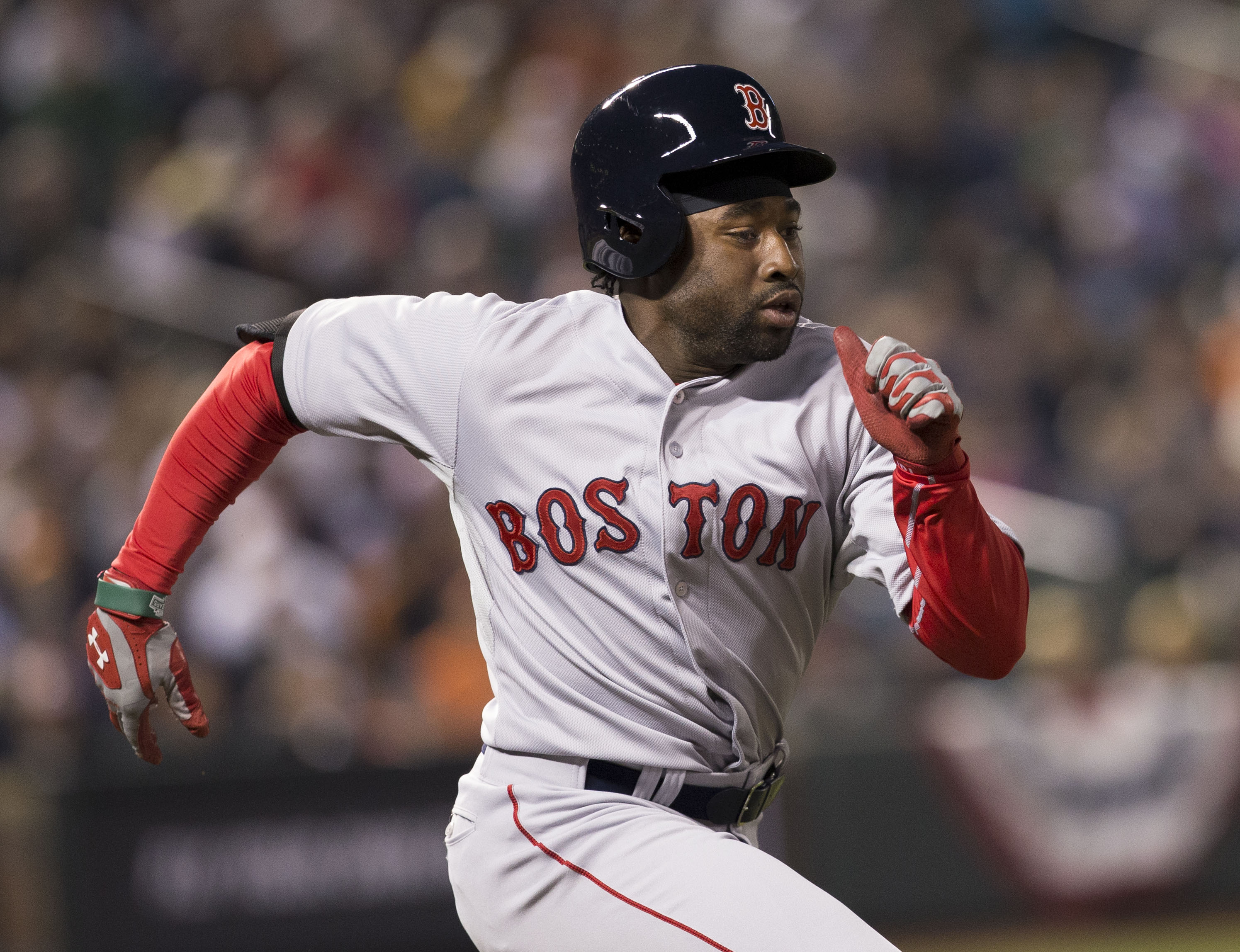
Bradley en avril 2014 avec Boston.

Joueur des Gamecocks de l'Université de Caroline du Sud à Columbia, Jackie Bradley est un choix de première ronde des Red Sox de Boston en 2011. Après être arrivé au niveau AA des ligues mineures en 2012, il amorce la saison 2013 dans l'effectif des Red Sox et fait ses débuts dans les majeures le 1er avril. À son premier match, il soutire trois buts-sur-balles aux lanceurs des Yankees de New York en cinq passages au bâton et récolte un premier point produit sur un retrait à l'avant-champ. Il réussit le 3 avril son premier coup sûr en carrière, aux dépens de Cody Eppley des Yankees.
Le 15 août 2015, dans une victoire de 22-10 des Red Sox sur les Mariners de Seattle à Boston, Bradley connaît un match de 7 points produits et devient le plus jeune joueur depuis Larry Twitchell en 1889 à réussir 5 coups sûrs de plus d'un but dans un même match.
Bradley est invité au match des étoiles en 2016.